# Alliford Bay
Alliford Bay är en vik i Kanada.   Den ligger i provinsen British Columbia, i den sydvästra delen av landet, 4 100 km väster om huvudstaden Ottawa.
I omgivningarna runt Alliford Bay växer i huvudsak barrskog. Trakten runt Alliford Bay är nära nog obefolkad, med mindre än två invånare per kvadratkilometer.